# 夏扎·旺曲杰布
夏扎·旺曲杰布（藏語：བཤད་སྒྲ་དབང་ཕྱུག་རྒྱལ་པོ，威利转写：bshad sgra dbang phyug rgyal po，1797年—1864年9月25日）藏族，后藏白朗人，西藏贵族，曾任噶伦、摄政。

## 生平

### 早年生涯
旺曲杰布是比喜家族（sPel-bzhi）（来自后藏白朗）的成员。早年在扎什伦布寺出家，并接受宗教及行政方面的教育。
30岁时，在拉萨定居，并任僧官孜仲（rtse-drung）。在一度陷入困境的情况下，旺曲杰布获得夏扎家族的敦珠布多尔济的救助，后者还聘任旺曲杰布为自己的參謀。此后，旺曲杰布还俗，與敦珠布多尔济的女儿结婚，并且被敦珠布多尔济收为婿養子。敦珠布多尔济去世时，旺曲杰布改姓“夏扎”。
1827年，噶准比喜哇赴庄园（gzhis-skor）短暂巡察，后返回拉萨。文献记载他回到拉萨时，将其称号进一步描述为噶雪格干（bKav-shod dge-rgan，即噶厦秘书处主管宗教事务部门的僧官）。1830年，他又被授以一个新职务，或许意味着他从噶厦的宗教部门转到了世俗部门。1832年，他仍任噶准，是陪同驻藏大臣隆文赴后藏的噶伦夏扎的班子成员之一。现在几乎可以断定，这位比喜哇就是旺曲杰布。1840年后很长时间内，他继续以新旧两个名字行世。
不久，他进入军队，被任命为前藏的代本。可能他是在1836年获得该职务，因为当时他参加了博窝戰爭，并获得了任第一候补噶伦的承诺。或许就是在同一时期，他获得了二等顶戴以及孔雀顶翎。但是，在1838年博窝戰爭中，旺曲杰布战败，并失去了成为噶伦的预期。《清实录·道光朝实录·卷之二百八十》记录了1838年博窝戰爭：
丙戌。谕军机大臣等、据文蔚等奏、分兵剿捕博番。夺据要隘。严催迅办一摺。此次博夷出巢滋扰。经该大臣等派拨兵丁。分作东西两路。克期进剿现据策垫夺结、比喜禀报进兵甫及月余。或歼敌焚垒。夺其险要。或拓地占寨。据贼户庭虽扎布现仍负固。而前后受敌。鸟栖纳沃。仅为远窜自毙之计。是贼势现已穷蹙。自应相机攻剿。迅速蒇功。著该大臣等即饬策垫夺结、分兵驻守鲁郎。以固运道。其余全队。迅赴纳沃顶一带。设法摉捕。毋任扎布窜匿。其东路所请炮位。著即飞咨萨玛第巴克什拣选运往。交比喜收用。以资攻击。至现讯所获博番。既有扎布事急、欲窜野人国之供。务即密饬比喜豫调土兵。先将野人国界口扎断。防其奔逸。并出示晓谕。解散贼党仍严谕策垫夺结、比喜等现在深入贼境。一切行兵运粮。尤宜小心持重。不得因我兵屡胜。遂生骄逸。现当春融雪消。进兵较易。该大臣等惟当督饬所属。一鼓作气。乘胜进攻。俟炮位解到时。即行择便轰击。务期得手。毋得耽延时日。坐失机宜。策垫夺结、比喜等现在带兵分路前进。连获胜仗。甚属勇往。傥能始终奋勉。俾扎布指日授首。番众悔罪输诚。边圉得以绥靖。该大臣等择其尤为出力者。核实保奏。候朕施恩。将此谕令知之。

### 森巴战争

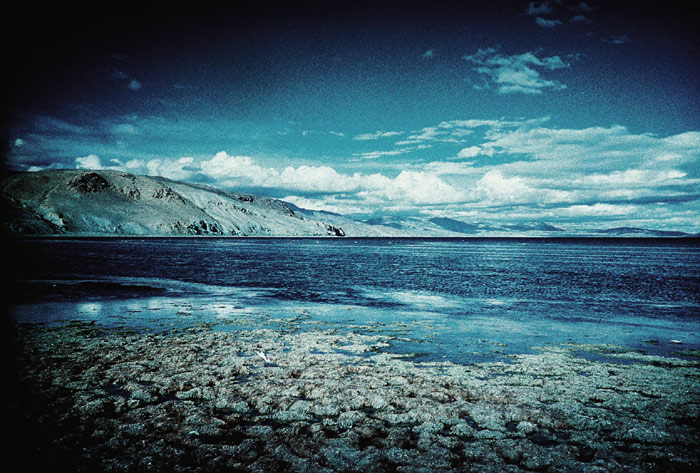
曾经历森巴战争的普兰的玛旁雍錯

森巴战争期间，1841年5月至6月，堆噶本（sTod-sgar-dpon，即西藏西部总管）报告称，倭色尔左拉瓦尔·辛格的部队正在向西藏方向推进。旺曲杰布奉命率部赴藏印边境进行抵抗。到达边境后，旺曲杰布发现多格拉人（藏語稱「森巴」）已经占领了日土及噶大克。他在地方征兵1000人，但这些士兵毫无战斗力，未发动过任何进攻，而且逃亡严重。多格拉人由此而占领达坝噶尔（Zla-ba-mkhar）、扎布让（rTsa-brang）、普兰（sPu-rangs）。8月22日至23日，双方发生小规模战斗，并互有损失。旺曲杰布参加了阿里战役、达克拉喀特战斗。对倭色尔取得胜利后，旺曲杰布奉命掌管达坝噶尔、扎布让、日土这三个营区，并且重新获得了第一候补噶伦的预期。
1842年春，旺曲杰布率先头部队开赴拉达克，在夹哲（Ice-vbre）安营扎寨。此后，旺曲杰布成功在拉达克人中煽动起反抗多格拉人的情绪，使拉达克人发动叛乱。旺曲杰布等人同拉达克叛乱者达成临时协定，共同围攻被倭色尔残部占据的列城城堡。尔后，德旺哈利商（Devan Hari Chand）的正规军开到列城，旺曲杰布的军队遭到挫败，拉达克叛军则溃散。旺曲杰布率部撤到西藏边境的隆约玛（Klung-g. yog-ma）。在隆约玛，旺曲杰布同两位噶伦会合，并且经历了藏军的投降以及灾难。此后旺曲杰布随噶伦索康·才旺多吉赴列城，参加和平谈判，并成为和平条约的签字人之一。

### 出任噶伦
因在战争中表现出色，1842年12月7日，驻藏大臣孟保奏请将旺曲杰布升为噶伦。1843年1月15日，道光帝批准其晋升噶伦，并赐其为二等台吉。同年藏历2月9日（公历3月9日），在拉萨举行旺曲杰布晋升噶伦的仪式。
1843年底，旺曲杰布自康区返回。1844年，任驻藏大臣钟方的聂向，随钟方赴日喀则、江孜、定结视察部队的战斗力（dmag-rtsis sa-kor）。同年7月，旺曲杰布任玛康与萨昂（Sa-ngang）地区的专员。正是在同一时期，西藏政局发生重大变化。闰年5月29日，新任驻藏大臣琦善奉清廷的命令，召七世班禅额尔德尼参加对摄政阿旺强白楚臣嘉措（策墨林活佛）的审判，后者遭到废黜。8月6日，七世班禅额尔德尼被任命为临时摄政。在这一系列重大事件发生时，旺曲杰布都被排除在拉萨以外。

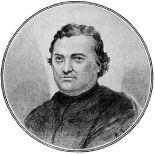
味增爵會士、法国人古伯察

1845年藏历4月26日，热振活佛阿旺益西楚臣坚赞被任命为摄政，接替七世班禅额尔德尼。同年5月19日之前，旺曲杰布已经回到拉萨。当时，旺曲杰布在西藏政坛占有重要地位。1845年底到拉萨的味增爵會士、法国人秦噶华（Joseph Gabet）、古伯察（Évariste Huc）会见了旺曲杰布，事后秦噶华、古伯察将旺曲杰布描述为50岁上下、颇具声望且精力充沛的人士，古伯察甚至错误地将他视为摄政。实际上，旺曲杰布会见他们是奉琦善之命探察他们二人。不久，1846年2月底，他们二人便被琦善驱逐。
1846年4月，旺曲杰布布施了一次盛大的宴会。藏历5月4日，旺曲杰布接受了珊瑚顶戴及孔雀花翎。同年8月，七世班禅额尔德尼离开拉萨，但此后他和旺曲杰布仍然来往密切。
1847年，旺曲杰布组织了传昭法会。此后，藏历2月15日，他奉命出使乍丫（Brag-gyab），但他实际是在5月18日启程。他此行是为解决昌都的帕巴拉活佛和乍丫的双生活佛间持续几个月的激烈武装冲突。最后，乍丫的上师们被授予同昌都的上师们差不多相同的品级，从而使冲突得以化解。由于调教成功，旺曲杰布于1847年底获道光帝批准将其世袭台吉的称号延袭一代。1848年3月，旺曲杰布回到拉萨。5月，他负责监督罗布林卡的砖石建筑工程；10月24日，他又负责打开备用仓库（rnam-gan）。1849年传昭法会期间，旺曲杰布也正在拉萨。同年6月，旺曲杰布再度负责监督罗布林卡的砖石建筑工程。
1850年，负责主持修复桑耶寺工程的噶伦萨迥·努金彭措逝世，旺曲杰布便奉命接手了该工程，并在此后数年间一直负责。其间，1850年8月，旺曲杰布回到拉萨参加了道光帝的葬仪。1852年至1853年，旺曲杰布出使达旺。当时，根据1844年达成的协议，英属印度政府应付给该地区的首领们5000卢比，但双方围绕这些钱的分配问题发生冲突。达旺寺的喇嘛们当时隶属正在哲蚌寺任职的措那的管家辖领，他们派出武装开赴印度边境。拉萨的噶厦不希望同英国方面发生冲突，乃命他们返回，但未果，最后还是由旺曲杰布赴达旺解决了此次争端。咸丰帝乃赐旺曲杰布的班子成员许多酬赏，并批准将旺曲杰布的世袭台吉的称号延袭两代。
1854年，桑耶寺修复工程完工。旺曲杰布为该寺编修了一部寺志。1854年5月28日，旺曲杰布获咸丰帝赐辅国公，并赐红宝石顶戴。这是清朝唯一一次将辅国公称号授予西藏境内达赖、班禅亲属及颇拉家族（颇罗鼐所在的家族）以外的人。

### 廓藏战争

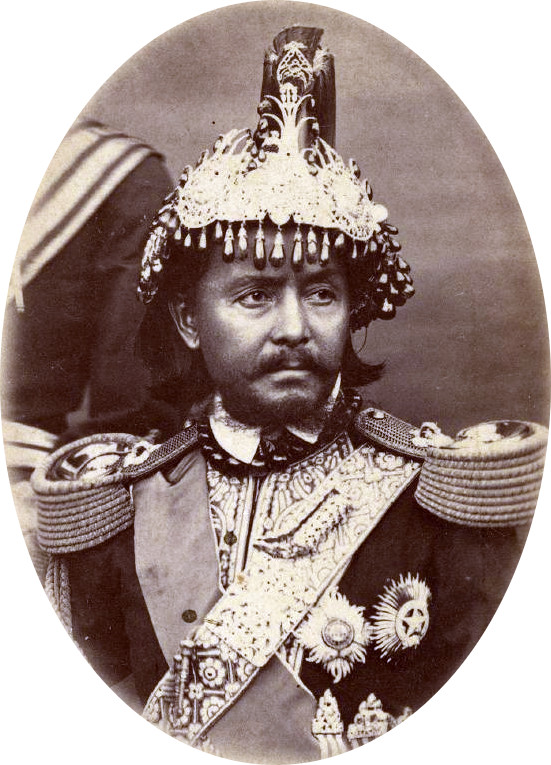
廓尔喀首相藏格巴都尔

1854年中期起，廓尔喀首相藏格巴都尔（Jang Bahadur）企图迫使西藏噶厦进行让步，并准备使用武力。1855年2月15日，藏格巴都尔向驻藏大臣及噶厦发表最后通牒，要求在卫夏卡（Vaisakha）15日（4月16日）前，接受他提出的条件。西藏方面原先准备派低级官员康松旺都（Khams-gsum-dbang-vdus）赴上部（即西藏西部）领导边境军事防务。最后通牒的到来（或即将到来）使驻藏大臣赫特贺命旺曲杰布赴上部领导边境军事防务，并同廓尔喀和谈。12月25日（公历1855年2月11日），旺曲杰布自拉萨启程。后来双方谈判破裂，1855年4月初，廓尔喀军队跨越边境进入西藏。经小规模战斗后，库提（Kuti，即聂拉木）在4月4日被攻陷。吉隆（sKyid-grong）遭到廓尔喀军队占领。廓尔喀方面的邦姆巴都尔（Bam Bahadur）将军率部于4月29日攻占宗喀（rDzong-dgav）。5月，旺曲杰布将指挥部设于协噶尔（Shel-dkar）。其间，他同鄂曲（dNgul-chu）的央钦（dByangs-chen）互相通信，他还为编辑并出版央钦的伯父鄂法王（dNgul Charmabhadra）的传记捐款，并提供刻版用的木材。
当时，藏军大部分仍在东部藏区的乍丫、察木多、类乌齐等地，一时难以赶赴前线。旺曲杰布遂在阿夏塔苏地（Asādha sudi）5日（7月19日）向廓尔喀提议休战，邦姆巴都尔将军5日（9月1日）接受了该提议。廓藏双方的谈判早在5月便开始，西藏方面由驻藏大臣赫特贺与旺曲杰布率领，但谈判在9月破裂。其间，清廷曾命两位四川官员乐斌、黄宗汉在川军内召集三千人，但该部未能开赴西藏。西藏噶厦在清廷支持下，在东部藏区募集了七八千人；旺曲杰布率领他们于9月1日发动进攻，且同时进攻库提、吉隆，旺曲杰布还亲自指挥进攻库提。11月3日，旺曲杰布在库提攻破帕嘉岭（vPhel-rgyas-gling，Sona Gomba，廓尔喀档案称“金寺”）的廓尔喀兵营，毙敌几百人，并占领库提。廓尔喀则守住了宗喀。12月，廓尔喀反攻夺回库提，并将该城烧毁后撤走。藏军对宗喀的包围被解除。到此为止，双方的军事行动实际终止了。
1856年1月，双方在边境开始和谈。2月，旺曲杰布可能已经赴廓尔喀的加德满都。1856年3月24日，双方在泰巴泰利（Thapathali）签署和约。和约最后由西藏摄政、各大寺院（哲蚌寺、色拉寺、甘丹寺、萨迦寺、扎什伦布寺、策墨林）代表、旺曲杰布（明确被称为西藏噶厦首脑）、其他三位噶伦、两位低级官员盖章。6月21日，该和约被送交藏格巴都尔。
和约签订后，旺曲杰布回到上部，此后回到拉萨。6月21日，旺曲杰布居住在彭错林（Phun-tshogs-gling），并在这里遇到鄂曲央钦。9月，他在拉萨见证了金瓶掣签选出八世班禅额尔德尼的典礼。

### 升任摄政
1853年，旺曲杰布诬告第穆呼图克图阿旺罗布藏吉克美嘉木参，导致其被流放到宗喀（rJong-dgav），并于1855年2月6日在此圆寂。第穆寺僧众指控旺曲杰布的诬告导致第穆呼图克图死亡。1857年4月，驻藏大臣奏请清廷处理，但此事不了了之。
1858年，旺曲杰布试图担任掌玺大臣，以弱化摄政的权力。但摄政阿旺益西楚臣坚赞获得了喇嘛罗桑赤烈南杰（十世、十一世达赖传记的著者）的支持。旺曲杰布被摄政召见并遭其当面斥责，摄政褫夺了旺曲杰布的辅国公爵位，免去了其噶伦一职，并将旺曲杰布流放到旺曲杰布在聂姆甲衮（sNye-mo Bya-sgo）的庄园。1861年，因男女关系以及致信廓尔喀首相藏格巴都尔，旺曲杰布被怀疑勾结廓尔喀反对西藏。摄政派出代本通巴率部赴聂姆，并暗示通巴将旺曲杰布处死，但通巴未能领会摄政的意思，仅将旺曲杰布关押在聂姆杰结察（sNye-mo rGyal-byed-tshal）的寺庙中。在关押期间，旺曲杰布为保护自己，便出家为僧。后来，1861年春，旺曲杰布向八世班禅额尔德尼馈赠了礼物。
1861年8月，摄政阿旺益西楚臣坚赞因削减喇嘛们领取的布施份钱而激怒了哲蚌寺僧众，特别是该寺四大扎仓之一罗赛林（Blo-gsal-gling）扎仓僧众。哲蚌寺僧众赴摄政府邸抗议，形成骚乱。驻藏大臣满庆派粮食委员李玉圃出面处理，李玉圃随即抓补了部分参加骚乱的僧众。这引发了哲蚌寺全体僧众以及甘丹寺僧众的暴动。他们声称要废黜摄政阿旺益西楚臣坚赞，并自布达拉宫偷得武器弹药，进攻摄政，摄政则用炮火自卫。李玉圃藏匿起来，满庆毫无作为。摄政阿旺益西楚臣坚赞获得了色拉寺僧众不大热心的支持，但在席德扎仓遭到围攻。此后他携带印信逃离拉萨赴北京申诉。到北京后，他向清廷控诉满庆接受旺曲杰布贿赂。后来他很快圆寂，此案不了了之。
在争斗发生期间，经驻藏大臣满庆召来的萨迦达钦扎西仁钦（bKra-shis-rin-chen）和八世班禅额尔德尼的索本（gsol-dpon）试图从中调解，但未果。阿旺益西楚臣坚赞逃离拉萨后，他们宣布5岁的十二世達賴喇嘛亲政，并于藏历3月12日在布达拉宫举行了仪式。然而，哲蚌寺及甘丹寺僧众强烈要求旺曲杰布返回拉萨并恢复旧职。骚乱期间，旺曲杰布已被满庆召回拉萨从事调解工作。藏历5月13日，十二世達賴喇嘛在拉萨正式宣布亲政，并接见了新任哲蚌寺首领以及旺曲杰布。藏历5月19日，色拉寺首领也前来表示效忠。藏历5月27日，噶厦官员们称，“尽管逹賴喇嘛已经挑起了宗教和世俗统治两付重担，但他还太幼小，难以胜任，因此，急需任命一位行政首脑。”哲蚌寺及甘丹寺提名旺曲杰布担任行政首脑，最后该提名被上报驻藏大臣。7月2日，旺曲杰布获达赖召见，并被任命进入噶厦就职。因其为俗人，故未采用“杰察”（rgyal-tshab）称号，而采用了古代传下来的“第悉”称号。第悉起初是五世达赖时期的摄政采用的称号，该称号也常指成熟统治者名下的政府。不久，清廷的谕令下发，满庆当即奏请清廷废黜并逮捕阿旺益西楚臣坚赞。8月29日，清廷下诏，同意了满庆的请求，任命旺曲杰布为临时摄政，并赐其“诺门罕”职衔（因其此前出家，故清廷以此为由赐其“诺门罕”这一僧人职衔）。9月7日（公历10月29日），旺曲杰布从驻藏大臣满庆手中接过了诏令和印信。
后来，1864年2月10日，旺曲杰布正式宣布受任摄政。旺曲杰布是自1750年珠尔墨特那木扎勒逝世后，到1959年藏区骚乱14世达赖离开西藏前，唯一一位统治西藏的俗人。其他时期都是由达赖或僧人摄政统治。

### 统治西藏
实际上，当时满庆只是代理驻藏大臣，他正式的驻藏大臣任期到1859年就结束了，该年清廷任命崇实为驻藏大臣，但未到任，后来又于1861年任命景纹为驻藏大臣。景纹直到1862年拉萨骚乱发生时，才刚抵达四川成都。由于满庆遭到阿旺益西楚臣坚赞和一些清朝官员的受贿指控，清廷命福济为专员赴西藏同景纹共同调查满庆受贿问题。景纹奏称其已至打箭炉，但因瞻对的战争而被迫滞留，后来福济和景纹均返回成都。另一方面，清廷下诏召满庆回北京，但满庆借故不离开拉萨。此后，福济被召回北京，景纹于1865年夏抵达拉萨，满庆也回了北京，但并未遭到指控，整个受贿案不了了之。
旺曲杰布掌权后，色拉寺麦扎仓以土多陇巴（mThu-stobs-lung-pa）为首的僧众庇护了旺曲杰布的政敌罗桑赤烈南杰。1858年，罗桑赤烈南杰被当时的摄政阿旺益西楚臣坚赞任命为基巧堪布。但旺曲杰布掌权后不久便将其免职。1863年9月23日，叛乱者自色拉寺逃到该寺后山，并带走了罗桑赤烈南杰。罗桑赤烈南杰在途中从马上摔下。9月30日，其尸体在山中被发现。旺曲杰布派军队围剿叛乱者，杀死了67人，并逮捕土多陇巴。色拉寺也被迫交出武器，背弃了叛乱者，并向旺曲杰布表示效忠。清廷要求西藏方面自己审理该案，但该案久拖不决。直到1866年1月20日，清廷方才批准判处土多陇巴死刑。
旺曲杰布任内调停了新龙（当时汉文作瞻对）同附近地方持续多年的小规模战争。当时，新龙处于工布朗结统治下。1848年起，工布朗结率军侵入其他领主的土地，骚扰范围直到四川理塘；他还入侵德格，掠走身为遗孀的王妃及其子。后来四川总督骆秉章派出道员史致康讨伐工布朗结，并获得明正土司坚赞仁钦的协助，但因兵力不足，故请求满庆提供支援。旺曲杰布企图借机扩大西藏噶厦的统治范围，便命令噶伦普陇·彭措才旺率大军开赴前线。清廷最初反对旺曲杰布出兵干涉，命驻藏大臣召回并遣散该军，但后来转而默认西藏出兵。旺曲杰布去世后，藏军最终获胜，工布朗结在自己正在焚烧的城堡中死亡。新龙的政务被转交给达赖，从此改受西藏方面控制。
旺曲杰布任内还开始修建环绕拉萨的城墙，但该工程一直进展不力，最终未能完工。旺曲杰布还不顾清廷的抗议，将拉萨北部的扎什城兵营废弃，驻藏大臣衙门及汉人戍军的兵营被迁往拉萨西南部。
1864年4月，旺曲杰布参加了达赖受比丘戒的系列典礼。几个月之后，旺曲杰布患病。
1864年9月25日（藏历8月25日），旺曲杰布病逝。

## 家庭
旺曲杰布仅有一位女儿。其女婿为索康·彭措多吉，后来改姓夏扎，曾任孜本。女儿、女婿生有两个女儿，其中一位与班觉多吉（dPal-vbyor-rdo-rje）结婚。

## 延伸阅读
- 巴桑，述评“摄政”夏扎·旺久杰布，西藏大学硕士论文，2008年

| 官衔                                       | 官衔                    | 官衔                  |
| ------------------------------------------ | ----------------------- | --------------------- |
| 空缺上一位持有相同頭銜者：阿旺益西楚臣坚赞 | 西藏摄政 1862年－1864年 | 繼任： 罗布藏青饶汪曲 |